# 천안 메티스
천안 메티스는 2020년 4월에 창단된 대한민국의 실업 야구단이다.

## 역대 선수단
- 투수 : 박명수, 박승수, 박원철, 박지훈, 서승현, 서한솔, 우영재, 이훈, 진진
- 포수 : 안태근, 최형종
- 내야수 : 김동준, 송승섭, 최기웅, 서승준
- 외야수 : 윤태식, 원혁재, 김규성, 김신호, 신건우

## 기록
- 2020년 천안시야구소프트볼협회장배 실업야구대회 준우승